# Renee Ellmers
Renee Jacisin Ellmers, född 9 februari 1964 i Ironwood, Michigan, är en amerikansk republikansk politiker. Hon var ledamot av USA:s representanthus 2011–2017.
Ellmers utexaminerades 1990 från Oakland University och arbetade sedan som sjuksköterska.
Ellmers blev invald i representanthuset i mellanårsvalet i USA 2010 med knapp marginal. Två år senare vann hon enkelt mot arméveteranen Steve Wilkins. År 2014 vann Elmers mot artisten Clay Aiken som hade blivit känd genom American Idol.
Hon är gift med Brent och har ett barn.